# La Ferté-Villeneuil
Pour les articles homonymes, voir La Ferté (homonymie).
La Ferté-Villeneuil est une ancienne commune française située dans le département d'Eure-et-Loir en région Centre-Val de Loire. Le 1er janvier 2017, La Ferté-Villeneuil est intégrée à la commune nouvelle de Cloyes-les-Trois-Rivières, avec statut de commune déléguée.

## Géographie

### Situation
Traversé par la route départementale 924 Châteaudun-Blois, le village de La Ferté-Villeneuil est un village-rue dominé par son silo agricole et n’offre, a priori, aucun intérêt. Mais, que le voyageur curieux prenne la première rue sur sa gauche (en venant de Châteaudun) et le décor est tout autre. Il va découvrir un deuxième village dominé par une vaste église, installé de chaque côté de l’Aigre et de ses bras, entouré de jardins, parcouru par des chemins herbeux qui cachent des fontaines.
L’Aigre qui traverse le village du bas, ses marais, les pelouses calcicoles de ses pentes, la couronne de verdure constituée par les jardins situés à mi-pente, (c'est probablement une  zone maintenue  non constructible tout autour des fortifications de la cité pour qu'un éventuel ennemi ne puisse s'y abriter et y trouver un point d'appui), l’église St-Martin  avec ses puits-fontaines, la chapelle de la léproserie, constituent les joyaux de ce village secret.

Situation géographique
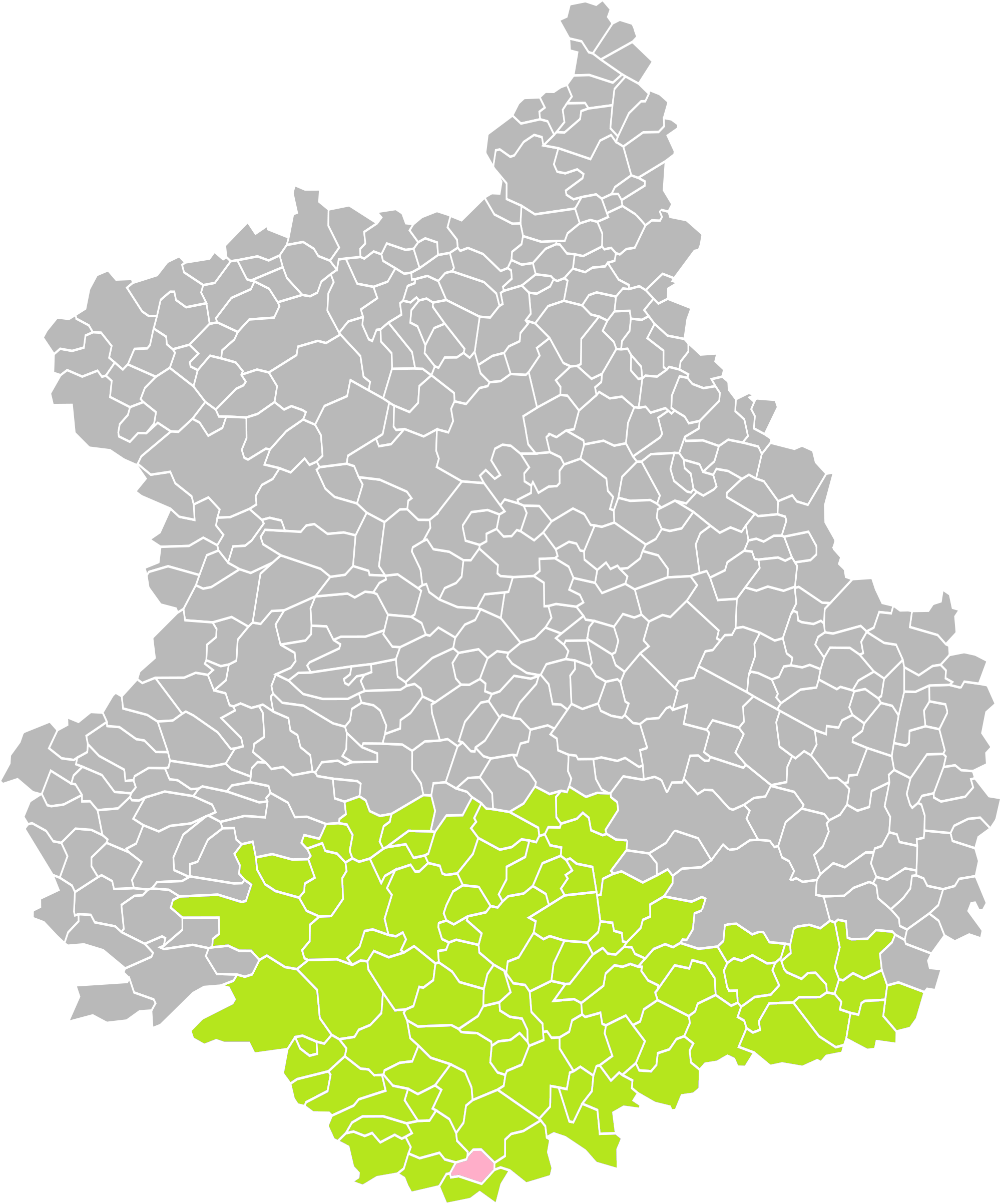
La Ferté-Villeneuil dans son arrondissement.
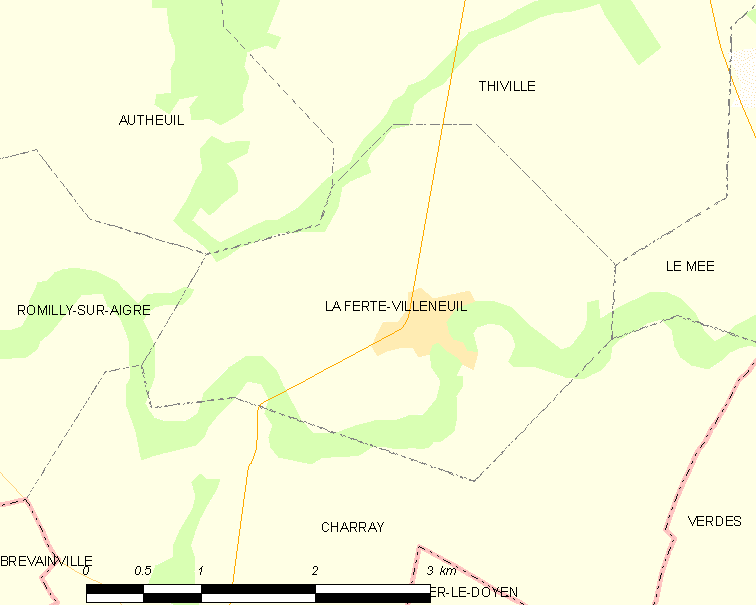
Carte de la commune de la Ferté-Villeneuil.

### Communes limitrophes
| Autheuil          | Thiville            |        |
| Romilly-sur-Aigre | La Ferté-Villeneuil | Le Mée |
|                   | Charray             |        |

## Toponymie
D'abord désignée sous le nom de VILLANOLIO dans une charte de l'abbaye de Marmoutier (Tours) en 1051, elle apparaîtra un siècle plus tard sous le nom de FIRMITATE VILLENOLII (v.1180). Sous différentes orthographes, ce nom connait dans l'ensemble une stabilisation définitive. Le sens du mot FIRMITAS ne pose pas de problème, car signifiant une ville fortifiée. Pour le deuxième terme, l'explication la plus récente a été donnée par l'abbé Guy Villette : VILLANOLIUM (v. 1050), dérivé du gaulois VILLANO-IALO (VILLANO : un groupe de fermes, un embryon de village ; IALO : lieu habité dans un espace découvert, une clairière). À l'origine, ce fut probablement une paroisse créée à l'époque mérovingienne aux dépens de la paroisse de Charray.

## Histoire

### Moyen Âge
Ce village modeste fut, au XIIe siècle, une cité importante, possession des comtes de Blois. Il était entouré de remparts, possédait deux églises, un château fort qui fut résidence des comtes de Blois et en particulier de Thibault VI, un hôtel-Dieu, une léproserie (actuellement située sur le territoire de la commune voisine de Charray). L'enceinte entourant la ville mesurait environ 1,2 km de long et comportait 4 portes. Il en subsiste un vestige consistant en une portion mesurant 25 mètres de long et s'élevant à 4 mètres de haut.
Malheureusement, cette cité prospère ne résista pas aux conflits ultérieurs. La guerre de Cent Ans, avec une occupation anglaise jusqu’en 1360, ruina l’économie, l’église Saint-Pierre et la tour de l’église Saint-Martin. Lorsque les Anglais furent partis, on restaura comme on put et surtout on fortifia. L’église Saint-Martin, située au centre de la cité, entre deux bras de l’Aigre, fut choisie. On démonta ses chapelles, on chemisa son chevet, on installa des créneaux sur ses murs (ceux-ci ont été supprimés au XVIIIe siècle). La tour est réparée et on y ajoute des planchers et des meurtrières. Cette église prit le nom de « Fort Saint-Martin ». Les Bourguignons prirent la cité en 1417, les Anglais revinrent en 1421 et 1427. La prospérité économique du XIIe siècle ne revint jamais.

### Époque moderne et contemporaine
Les guerres de religion ruinèrent encore plus l’église Saint-Pierre. Au XIXe siècle, l’incurie et le peu d’intérêt pour le patrimoine permirent la destruction complète du château, de la chapelle de l’hôtel-Dieu, des portes de la ville et des remparts, et la vente de leurs éléments sculptés. L’église Saint-Martin, servant au culte, fut à maintes reprises réparée et remaniée. L’église Saint-Pierre, faute de paroissiens, ne fut jamais reconstruite et ses restes devinrent une grange. La léproserie, recyclée en exploitation agricole, conserva sa chapelle du début du XIIIe siècle, utilement transformée en grange à foin. En 2012, la maison de retraite, fondée comme hôtel-Dieu au début du XIIIe siècle a été transférée à Cloyes-sur-le-Loir.

## Politique et administration

### Liste des maires
| Période                                  | Période          | Identité           | Étiquette | Qualité   |
| ---------------------------------------- | ---------------- | ------------------ | --------- | --------- |
| Les données manquantes sont à compléter. |                  |                    |           |           |
| mars 2001                                | 31 décembre 2016 | Elisabeth Beaudoux | UDI       | Retraitée |

## Population et société

### Démographie
L'évolution du nombre d'habitants est connue à travers les recensements de la population effectués dans la commune depuis 1793. À partir du 1er janvier 2009, les populations légales des communes sont publiées annuellement dans le cadre d'un recensement qui repose désormais sur une collecte d'information annuelle, concernant successivement tous les territoires communaux au cours d'une période de cinq ans. 
Pour les communes de moins de 10 000 habitants, une enquête de recensement portant sur toute la population est réalisée tous les cinq ans, les populations légales des années intermédiaires étant quant à elles estimées par interpolation ou extrapolation. Pour la commune, le premier recensement exhaustif entrant dans le cadre du nouveau dispositif a été réalisé en 2004,.
En 2014, la commune comptait 368 habitants, en évolution de −8,68 % par rapport à 2009 (Eure-et-Loir : +1,94 %, France hors Mayotte : +2,49 %).
| 1793 | 1800 | 1806 | 1821 | 1831 | 1836 | 1841 | 1846 | 1851 |
| ---- | ---- | ---- | ---- | ---- | ---- | ---- | ---- | ---- |
| 375  | 360  | 397  | 424  | 528  | 537  | 579  | 587  | 660  |

| 1856 | 1861 | 1866 | 1872 | 1876 | 1881 | 1886 | 1891 | 1896 |
| ---- | ---- | ---- | ---- | ---- | ---- | ---- | ---- | ---- |
| 713  | 730  | 749  | 695  | 672  | 684  | 657  | 666  | 624  |

| 1901 | 1906 | 1911 | 1921 | 1926 | 1931 | 1936 | 1946 | 1954 |
| ---- | ---- | ---- | ---- | ---- | ---- | ---- | ---- | ---- |
| 575  | 548  | 521  | 487  | 461  | 501  | 489  | 440  | 415  |

| 1962 | 1968 | 1975 | 1982 | 1990 | 1999 | 2004 | 2009 | 2014 |
| ---- | ---- | ---- | ---- | ---- | ---- | ---- | ---- | ---- |
| 411  | 376  | 347  | 361  | 394  | 410  | 400  | 403  | 368  |

### Enseignement
La commune comptait une école élémentaire publique accueillant une vingtaine d'élèves. Elle a été transférée à Cloyes-sur-le-Loir en septembre 2022

### Manifestations culturelles et festivités
À l'occasion de la Saint Gilles, la commune organise chaque été pendant une journée des festivités sur la place de l'église avec notamment des courses d'ânes et d'autres stands (buvette, chamboule-tout, etc.).
Aux alentours du mois de mai, la commune organise également une grande brocante sur la place de l'église qui rassemble plusieurs dizaines d'intéressés.

## Économie

### Agriculture
La commune accueille des cultures de blé, d'orge, de colza, de maïs... et, depuis 2017, de lavandin.

## Culture locale et patrimoine

### Lieux et monuments

#### L'église Saint-Pierre
Du XIe et XIIe siècles, aujourd’hui en ruine, elle était de plan basilical, une nef centrale et deux nefs latérales qui se terminaient chacune par une abside semi-circulaire. Ses murs sont parsemés de fragments de sarcophage mérovingiens en roussard, pierre que l'on retrouve dans la vallée de la Braye en Loir-et-Cher.
En 2018, un chantier participatif permet de vider l'ancienne église et d'enlever la végétation qui l'avait envahie.

#### L’église Saint-Martin
Classé MH (1992).

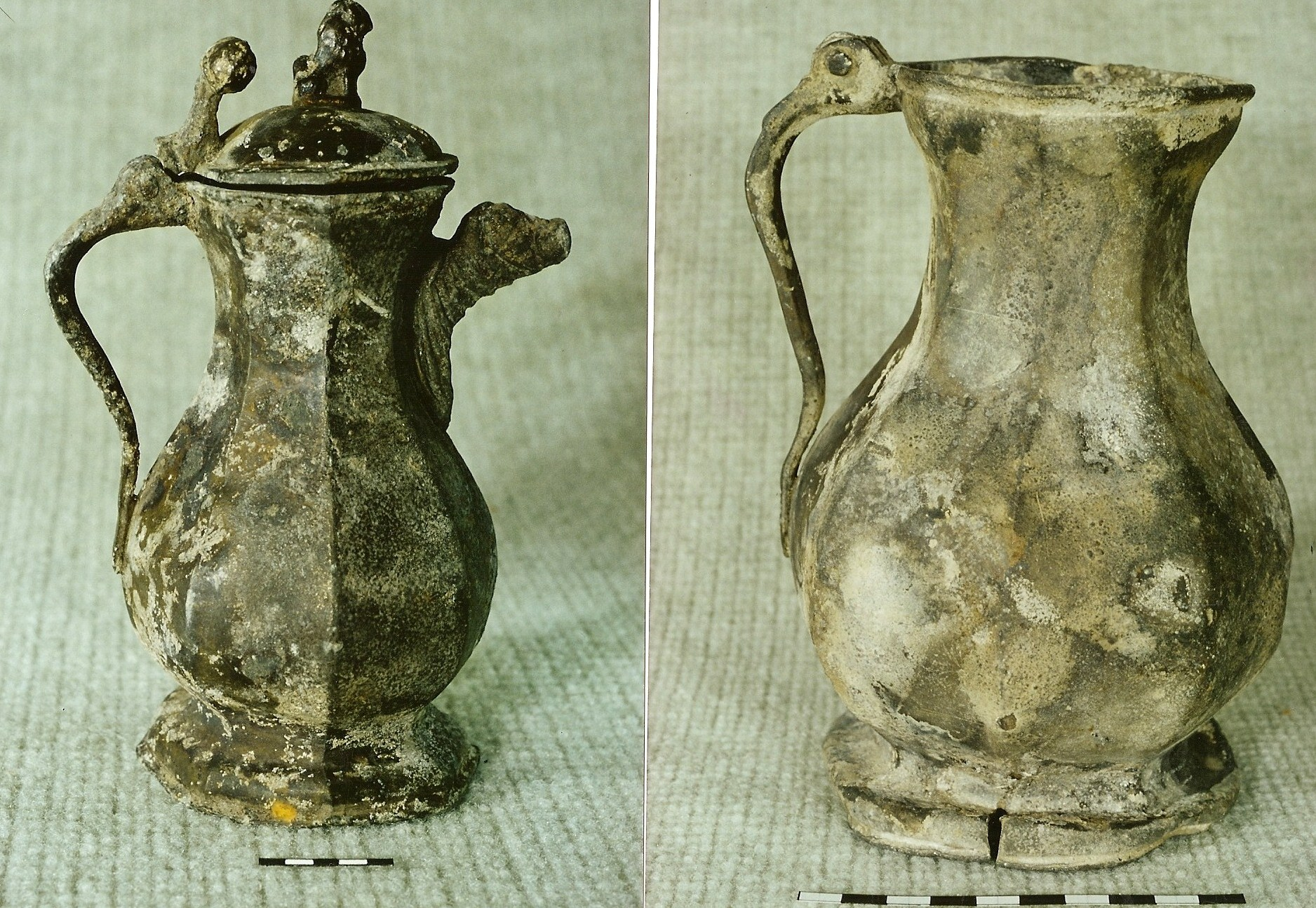
Mesures du dernier quart du XIVe siècle.

De la fin du XIIe siècle, cette église possède une nef unique qui se termine par un chevet à trois chapelles absidales rayonnantes, particularité assez rare dans la région pour une église de village. Les parties extérieures de ces chapelles ne se voient  plus, elles sont  incorporées dans un chemisage épais du chevet, installé quand on a fortifié l'église.
Une haute tour en pierre de taille, édifiée au début du XIIIe siècle, la flanque au sud. Sous la chapelle absidale médiane est insérée une profonde fontaine monumentale, qui présente la particularité d’avoir une ouverture extérieure avec des margelles, pour un puisage public et une ouverture intérieure, probablement située autrefois sous l’autel, pour un puisage cultuel. Il serait plus logique d'appeler cette structure "puits-fontaine" car il n'y a aucun écoulement, c'est la nappe phréatique qui l'alimente. À la façade ouest, un autre puits-fontaine moins monumental  est inséré sous un contrefort d'angle. La fouille de ces deux puits en 1989 et 1990 a permis, entre autres, la découverte d'un lot important de céramiques complètes des XIIIe, XIVe et XVe siècles.
Deux mesures en étain de la fin du XIVe siècle ou du xve y étaient associées. En 2013, au cours de travaux à proximité de l'église, 4 autres mesures endommagées ont été retrouvées. Ce sont donc 6 mesures de cette période sur les trente-trois actuellement répertoriées en Europe qui ont été trouvées à La Ferté-Villeneuil. On a aussi recueilli au cours de ces travaux un chaudron en bronze, une enseigne religieuse (sportelle de Notre-Dame-de-Rocamadour) et une matrice de sceau.

#### Écomusée de la vallée de l'Aigre
L'écomusée a pour mission la sauvegarde de la mémoire collective et du patrimoine, la conservation des témoignages de l'activité des hommes au travail, de leur vie sociale et culturelle. C'est une association de type loi de 1901 qui existe depuis 1989 et regroupe 12 communes.

### Personnalités liées à la commune
- Thibaut VI de Blois (1190-avril 1218), comte de Blois et Chartres, est mort à La Ferté-Villeneuil ;
- Maurice  Perche (1924-2017), homme politique français, député d'Eure-et-Loir de 1956 à 1958, né le 15 octobre 1924 à La Ferté-Villeneuil ;
- René Maltête (1930-2000), photographe, mort dans cette commune.

### Héraldique
|  | Les armes de la commune se blasonnent ainsi : de gueules aux trois pals de vair, au chef d’or. Ce sont les armes de la famille de Chastillon, Comtes de Blois |